# Roller Mouse

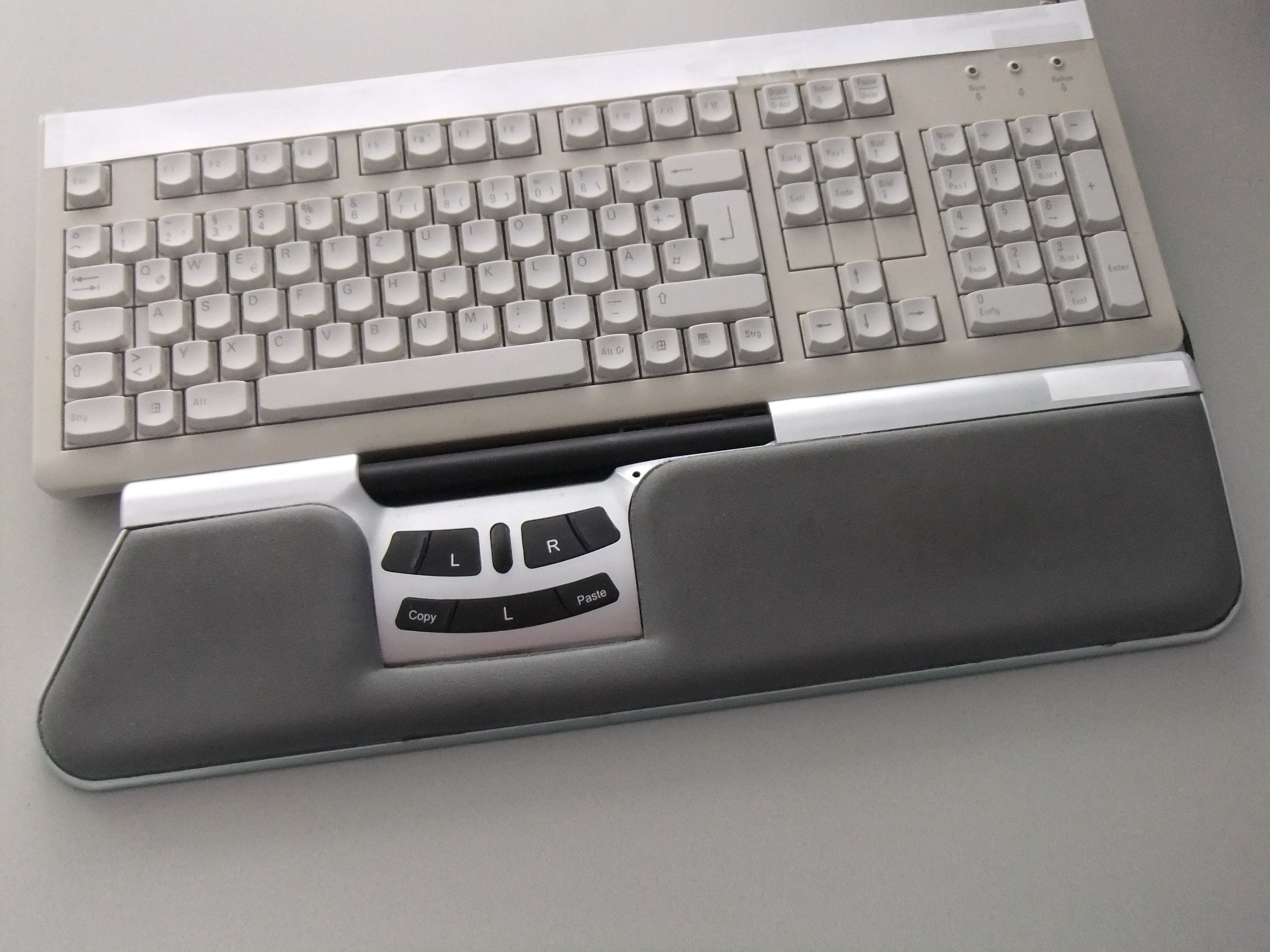

Roller Mouse — это указательное устройство, в котором для перемещения указателя по вертикали применяется вращение длинного горизонтального цилиндра вокруг его оси, а для горизонтального перемещения — движение цилиндра вдоль его оси. Нажатие на цилиндр выполняет щелчок левой кнопкой мыши.
Особенностью Roller Mouse является использование механизмов разного принципа действия для вертикального и горизонтального перемещения указателя.